# Corund, Harghita
Corund (maghiară Korond) este satul de reședință al comunei cu același nume din județul Harghita, Transilvania, România. Se află în partea de vest a județului, în Depresiunea Praid. Localitatea este cunoscută ca un centru de ceramică populară.

## Așezare
Localitatea Corund este situată în partea de vest a județului Harghita, la o altitudine de 580 m, pe valea Corundului, pe DN13A (Bălăușeri - Corund - Miercurea Ciuc), la 18 km distanță de stațiunea balneoclimaterică Sovata și 29 km de orașul Odorheiu Secuiesc.

## Date geologice
În subsolul localității se găsește un masiv de sare.
În mod tradițional, localnicii folosesc pentru uz casnic saramura concentrată extrasă dintr-o fântână de slatină.

## Istoric
Săpăturile arheologice făcute de-a lungul timpului pe teritoriul satului aduc dovezi materiale ale existenței omului aici încă din cele mai vechi timpuri; astfel pe o colină a dealului "Firtuș" s-au descoperit verigi de aur preistorice, iar din alt loc provin un tezaur monetar și trei monede de argint de la Augustus, Nero și Sabina.
În anul 1983, în punctul cel mai înalt al "Râtului Codaci-Kadácsmező" s-a descoperit un turn roman, iar în locul numit "Partea lui Potoș" s-au găsit două tipare pentru confecționarea unor piese ornamentale de factură avară timpurie, datate în secolul al VII-lea.
De la "Cetatea lui Tartód", datată în epoca medievală provin mai multe monede de aur bizantine. Pe teritoriul satului s-au mai descoperit două celturi de bronz de tip transilvănean, o unealtă cu toc și o seceră de bronz cu cârlig aparținând perioadei târzii a epocii bronzului. Fragmente ceramice din epoca arpadiană s-au descoperit într-o mică așezare localizată pe "Râtul Cadaciului - Kadács-mezeje".
Începând din anul 1876, satul Corund a aparținut de Comitatul Odorhei, apartenență care a încetat în anul 1920 odată cu semnarea Tratatului de la Trianon, tratat ce prevedea stabilirea frontierelor Ungariei cu vecinii săi; în perioada interbelică localitatea a făcut parte din zona teritorială a județului Odorhei.

## Economie
Economia localității este bazată pe activități în domeniul olăritului, fabricarea produselor ceramice, exploatarea și prelucrarea primară a lemnului, producerea obiectelor din pai și rogojină, producerea articolelor din lână și iască. Un rol important îl au însă și serviciile, comerțul cu produse artizanale, agroturismul, dar și agricultura prin cultura plantelor și creșterea animalelor.
Corund este unul dintre centrele olăritului popular din Transilvania.

## Atracții turistice
- Biserica unitariană fortificată, cu orgă, construită în anul 1882
- Biserica romano-catolică, construită în anul 1911
- Rezervația geologică Dealul Melcilor (Mina de argonit)
- Monumentul Eroilor căzuți în cele două războaie mondiale
- Monumentele funerare din cimitirul unitarian
- Izvorul sărat
- Izvoarele de ape minerale: Diomali, Erzsebet, Solomali
- Muzeul Satului
- Atelierele meșterilor olari
- Expoziția permanentă de produse artizanale
- Monumentul maghiarilor de pretutindeni

## Imagini

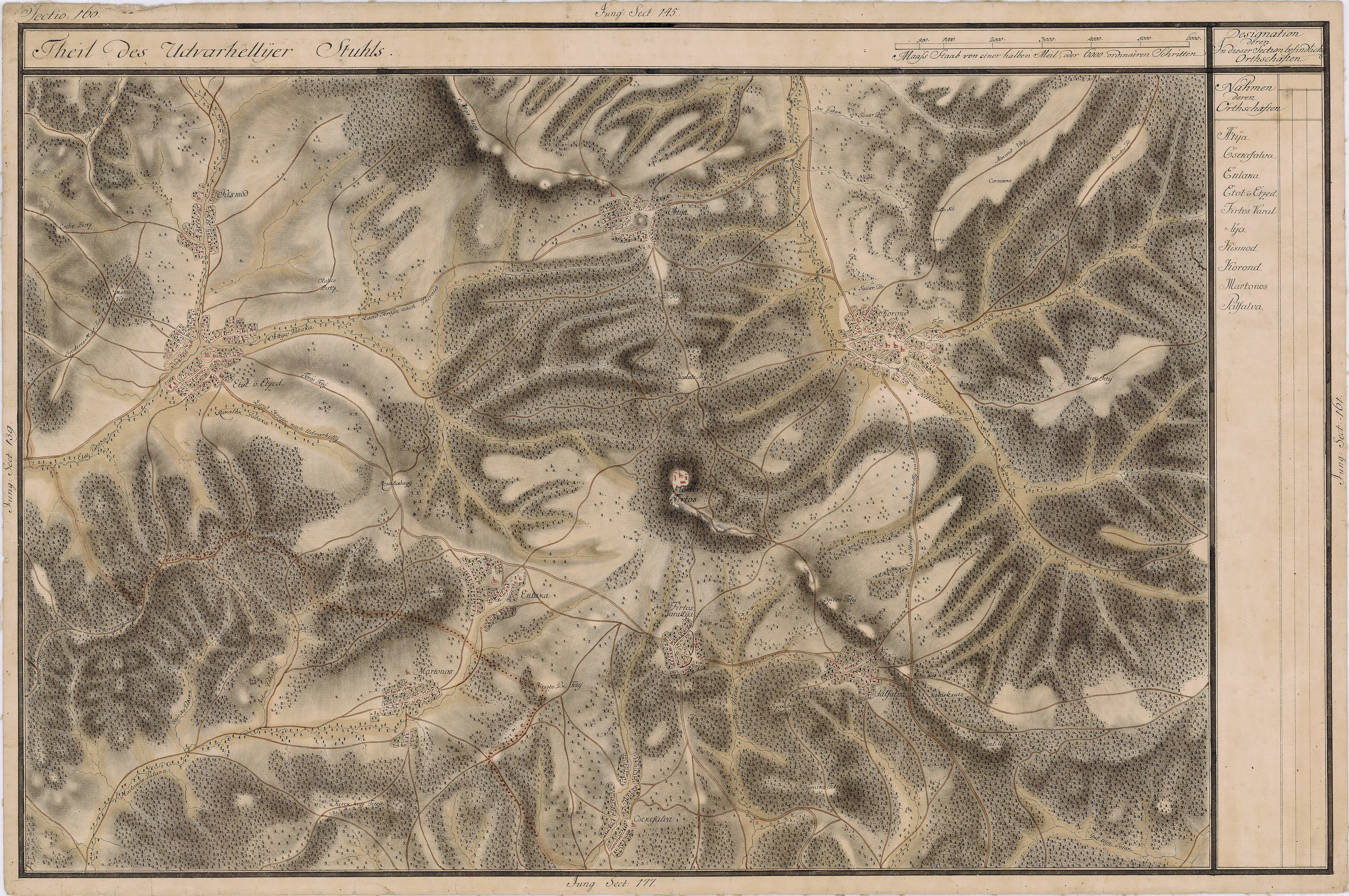
Corund pe Harta Iosefină a Transilvaniei, 1769-73
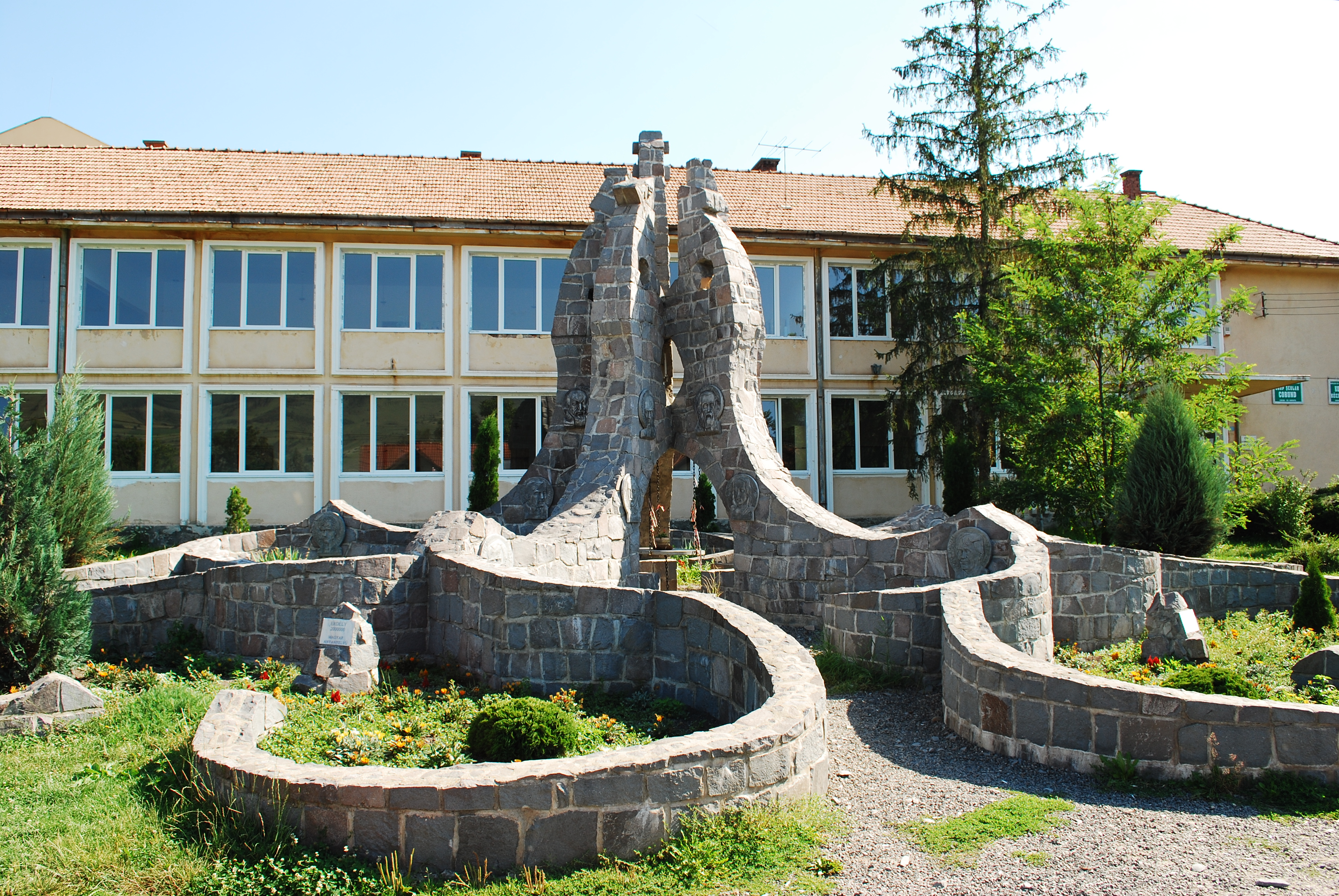
Monumentul maghiarilor de pretutindeni
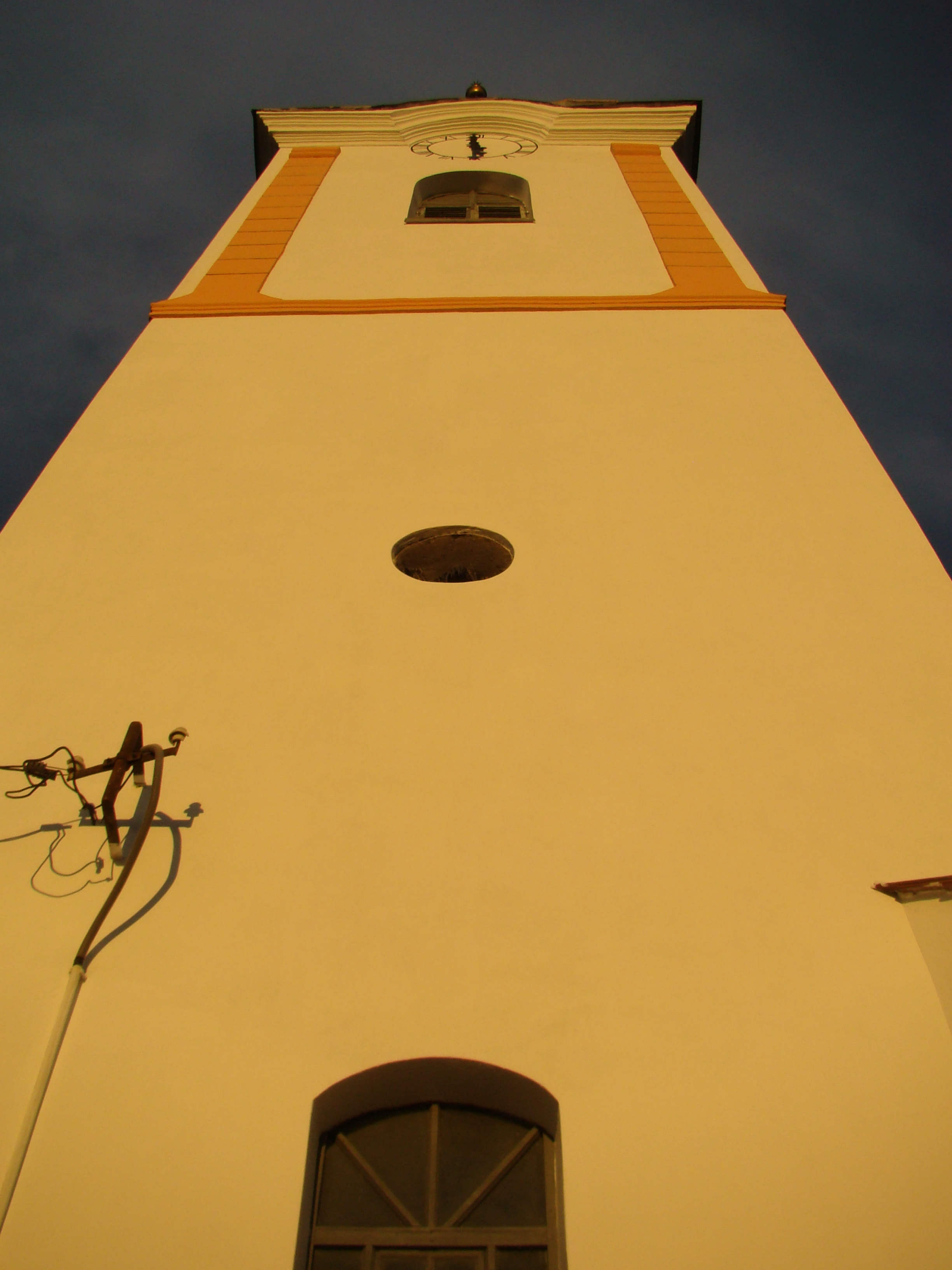
Turnul bisericii unitariene
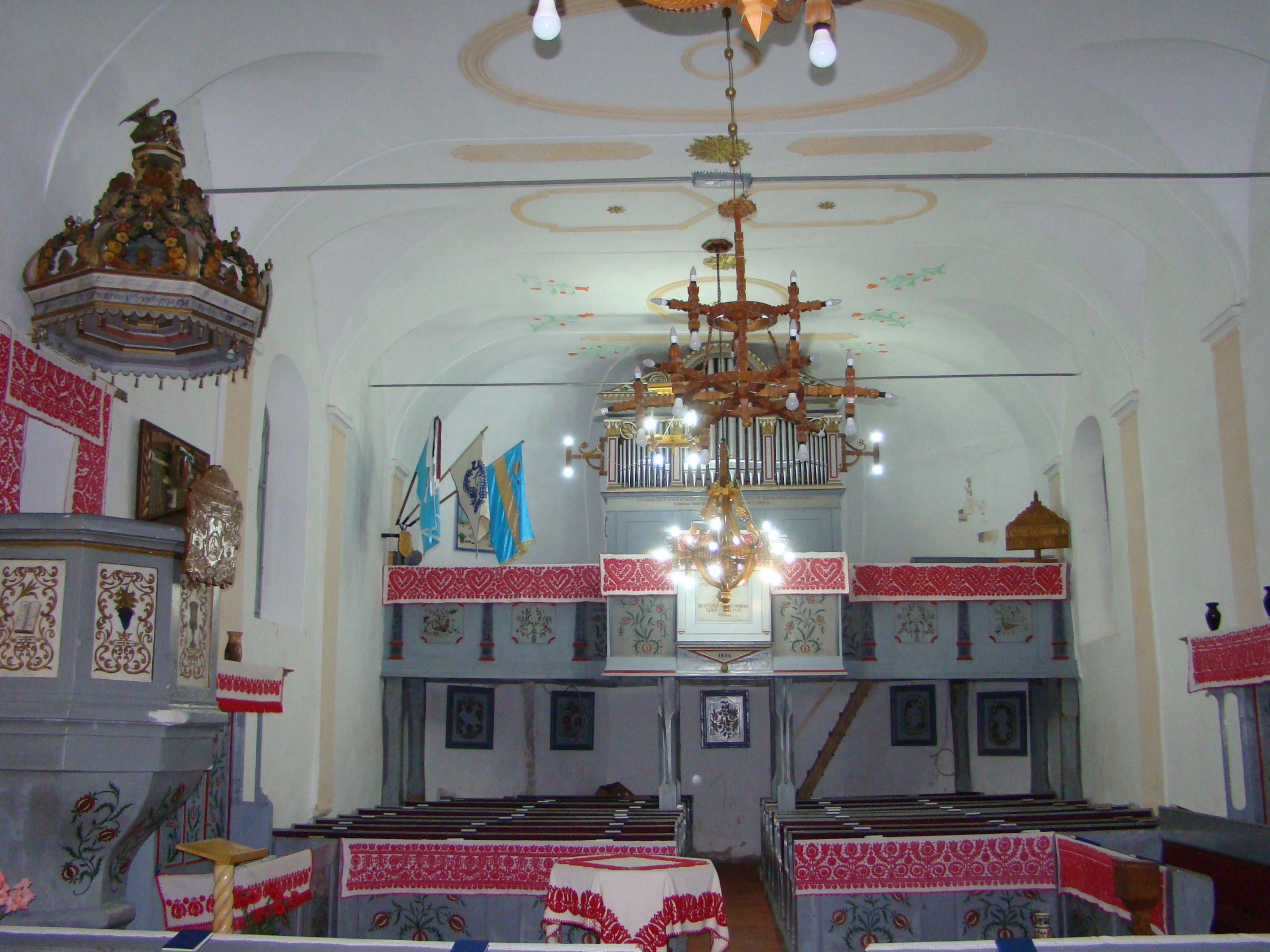
Biserica unitariană (monument istoric)
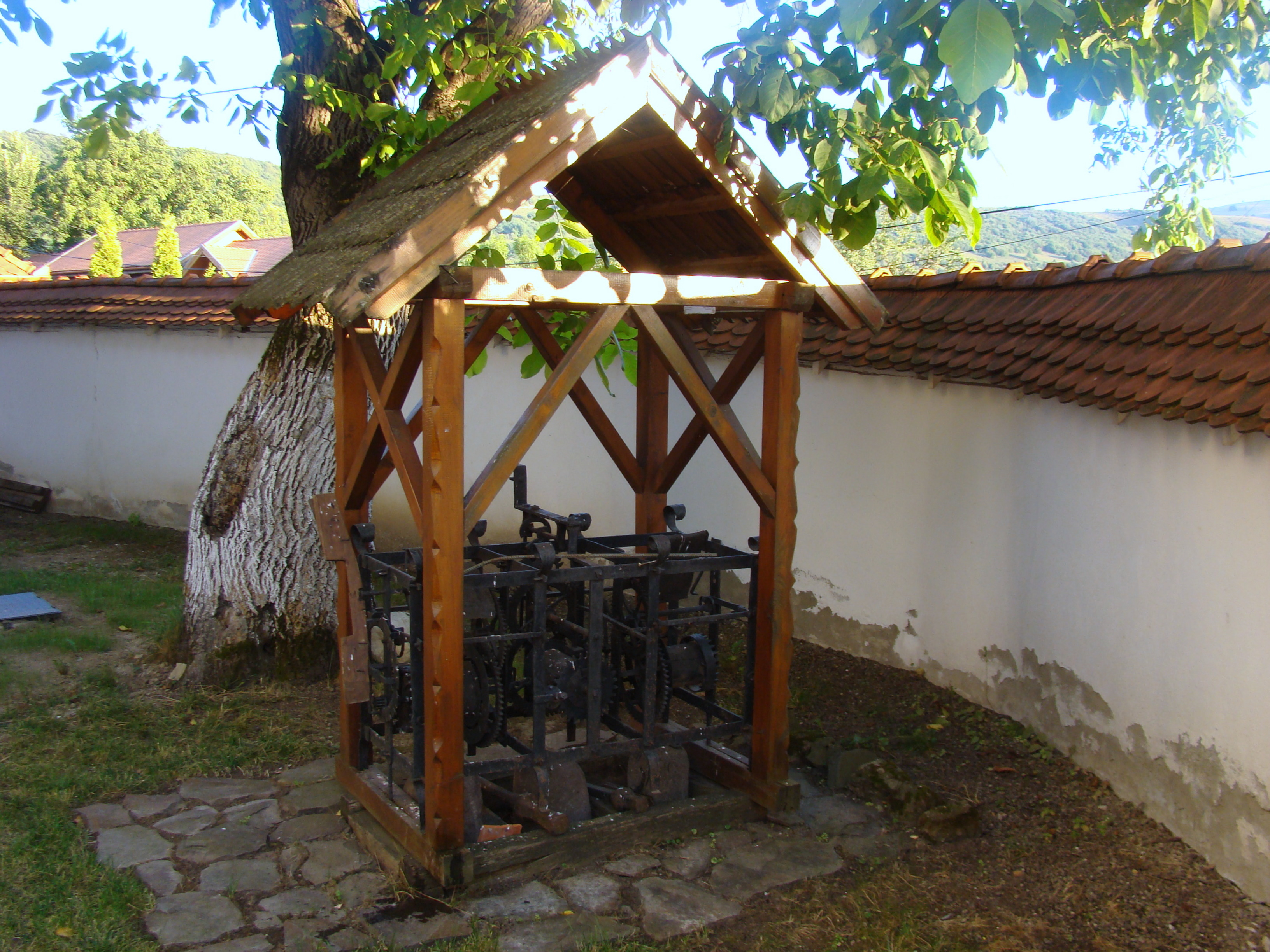
Mecanismul ceasului
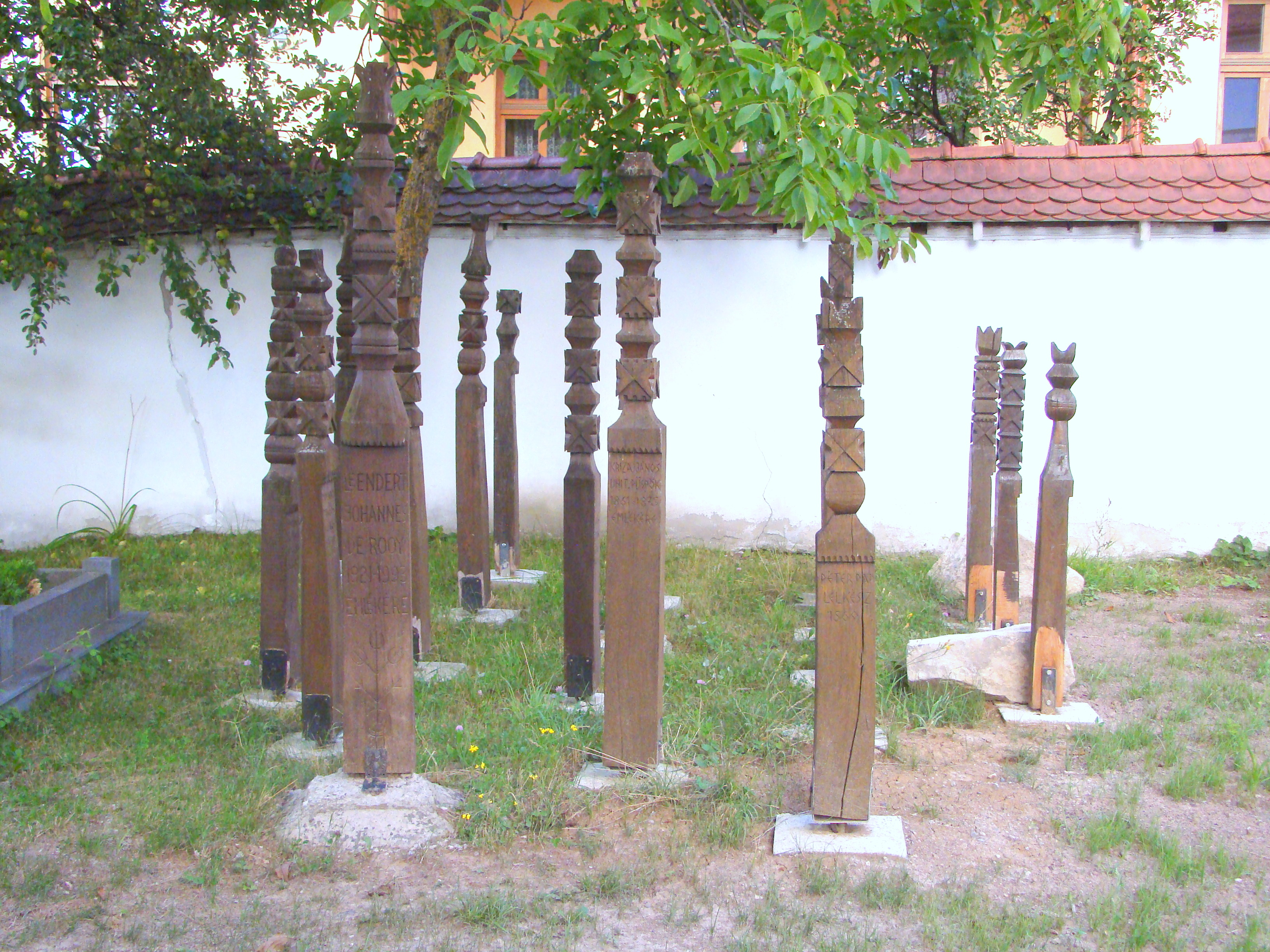
Stâlpi funerari în curtea bisericii
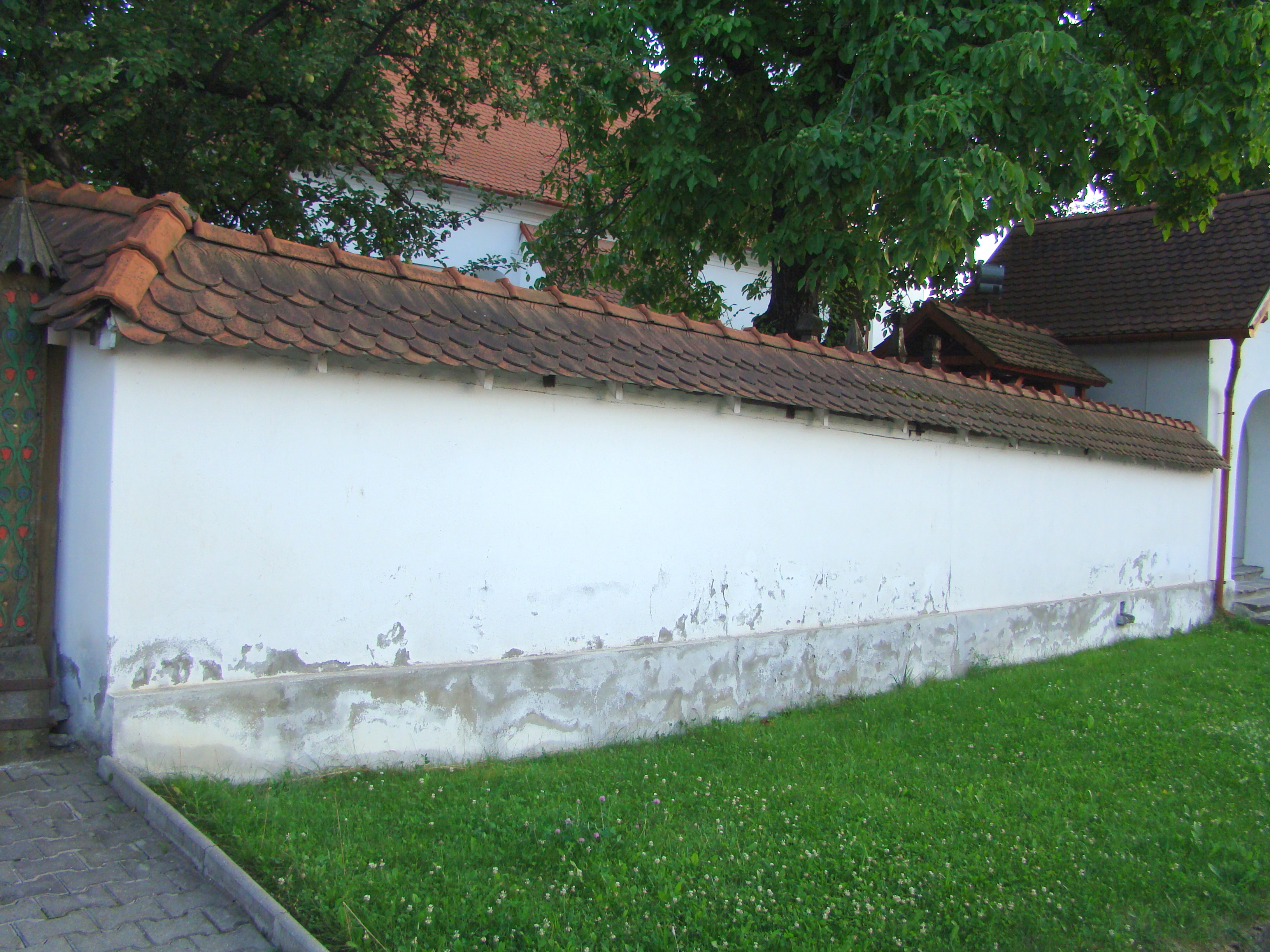
Zidul de incintă
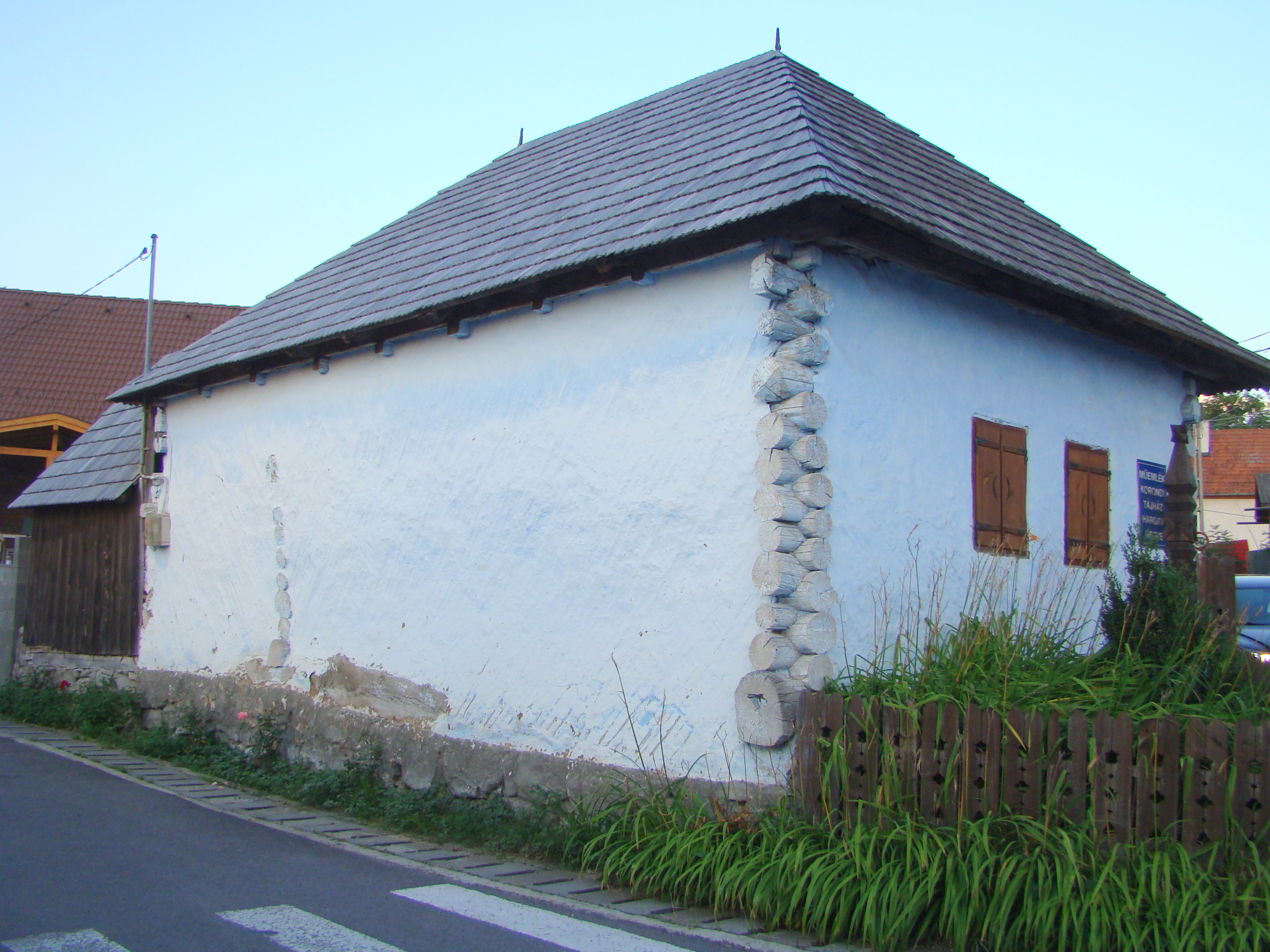
Muzeul sătesc
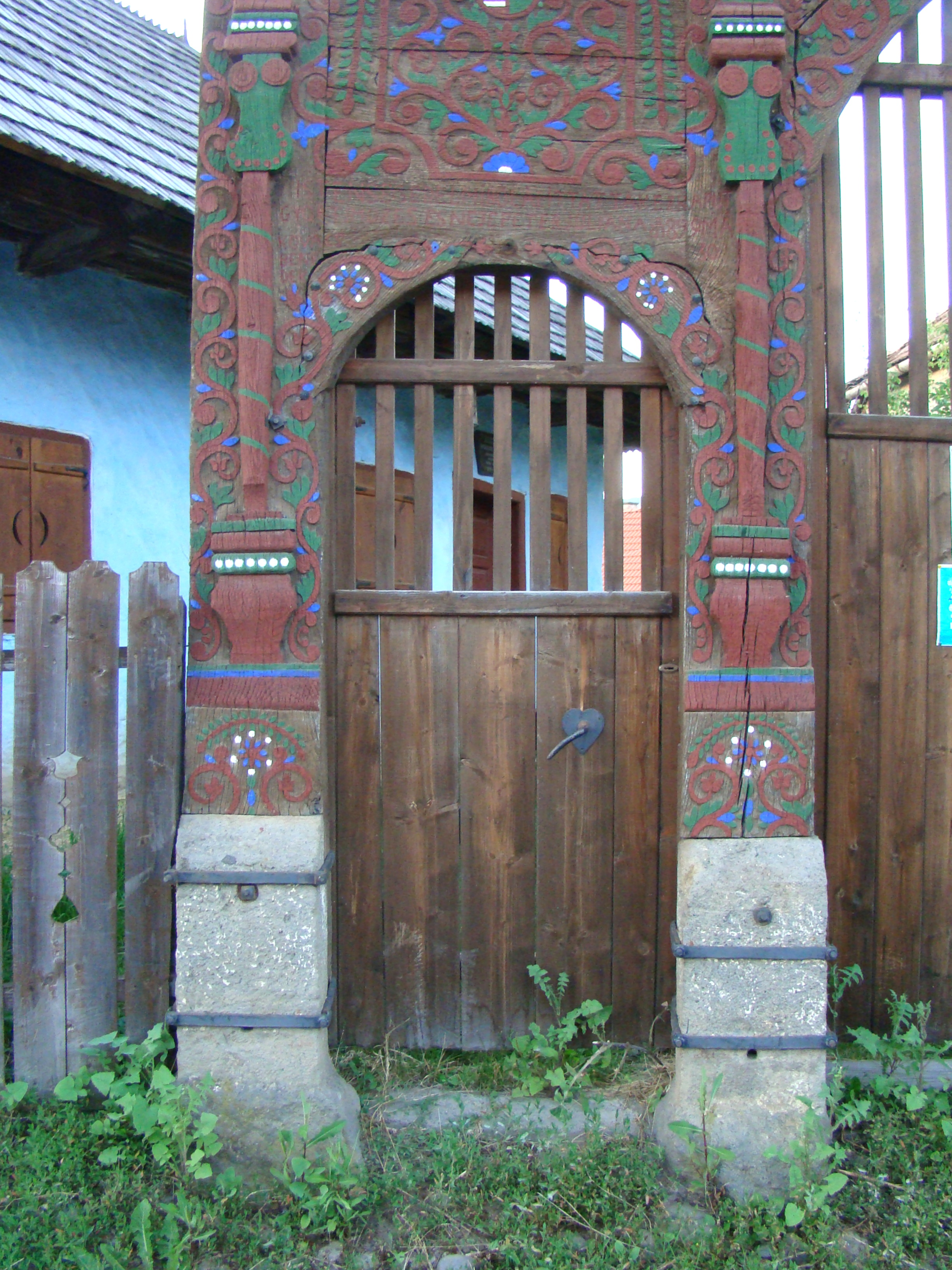
Poarta de lemn (detaliu)
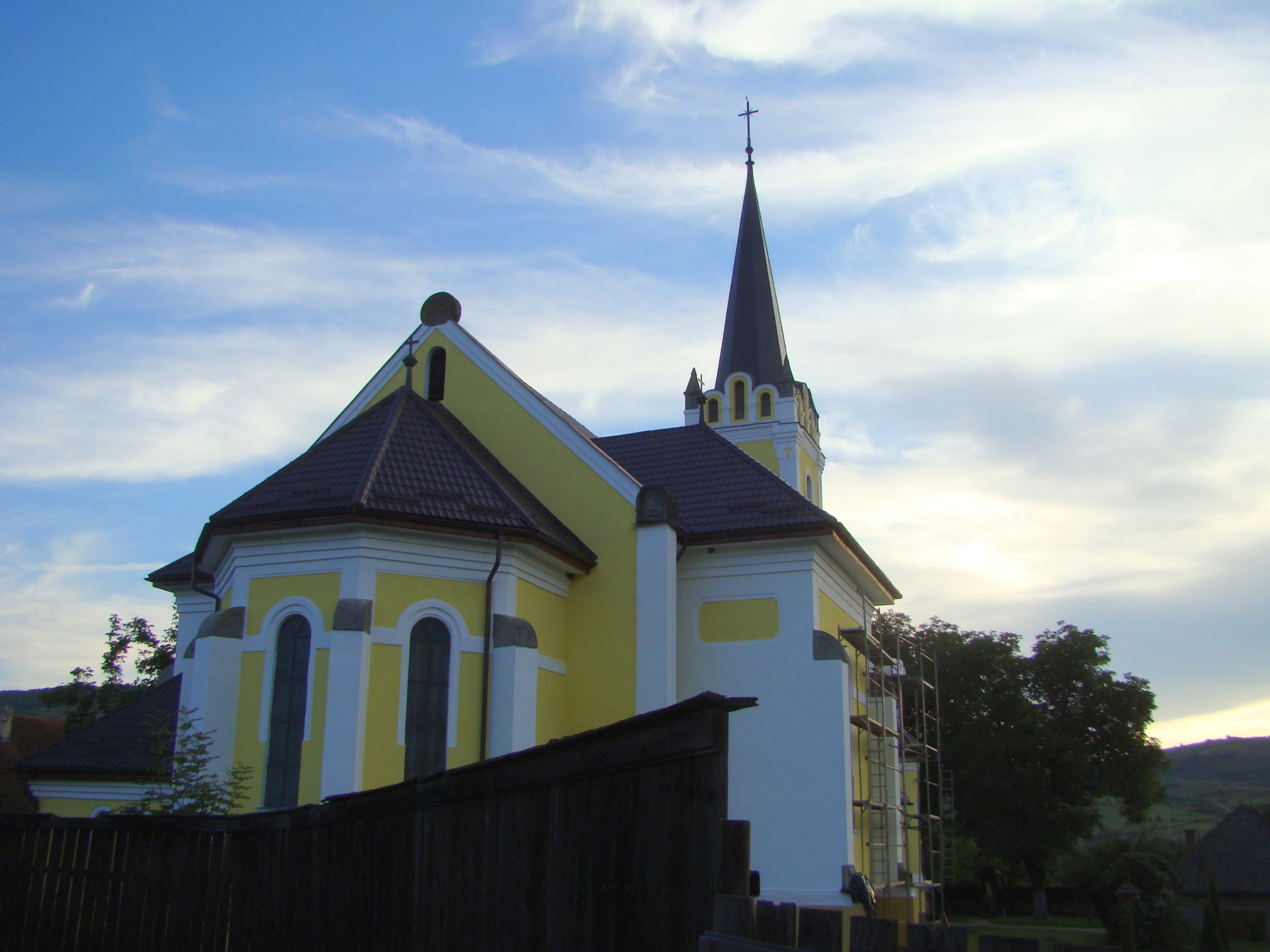
Biserica romano-catolică
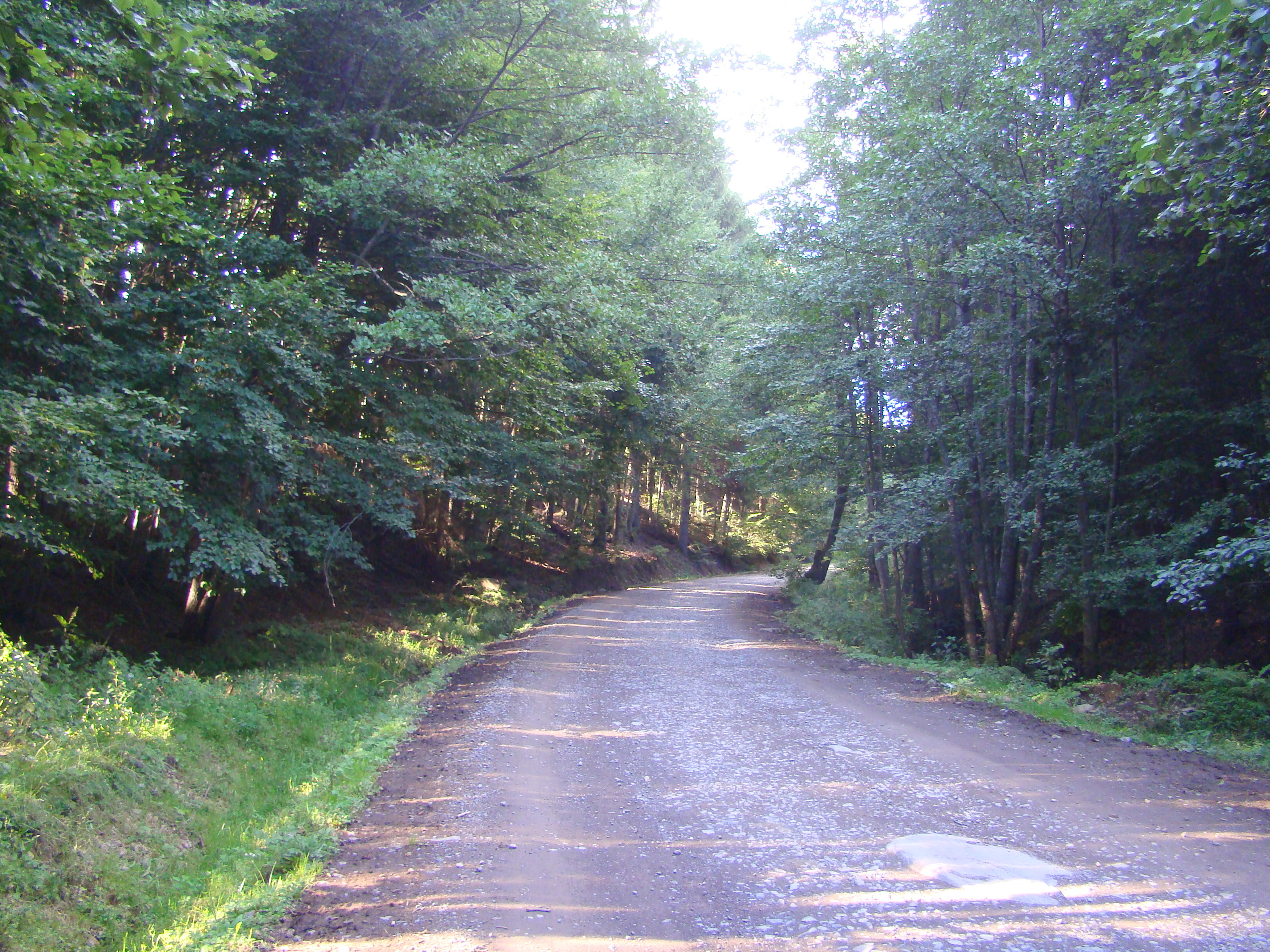
Drumul Corund-Valea lui Pavel
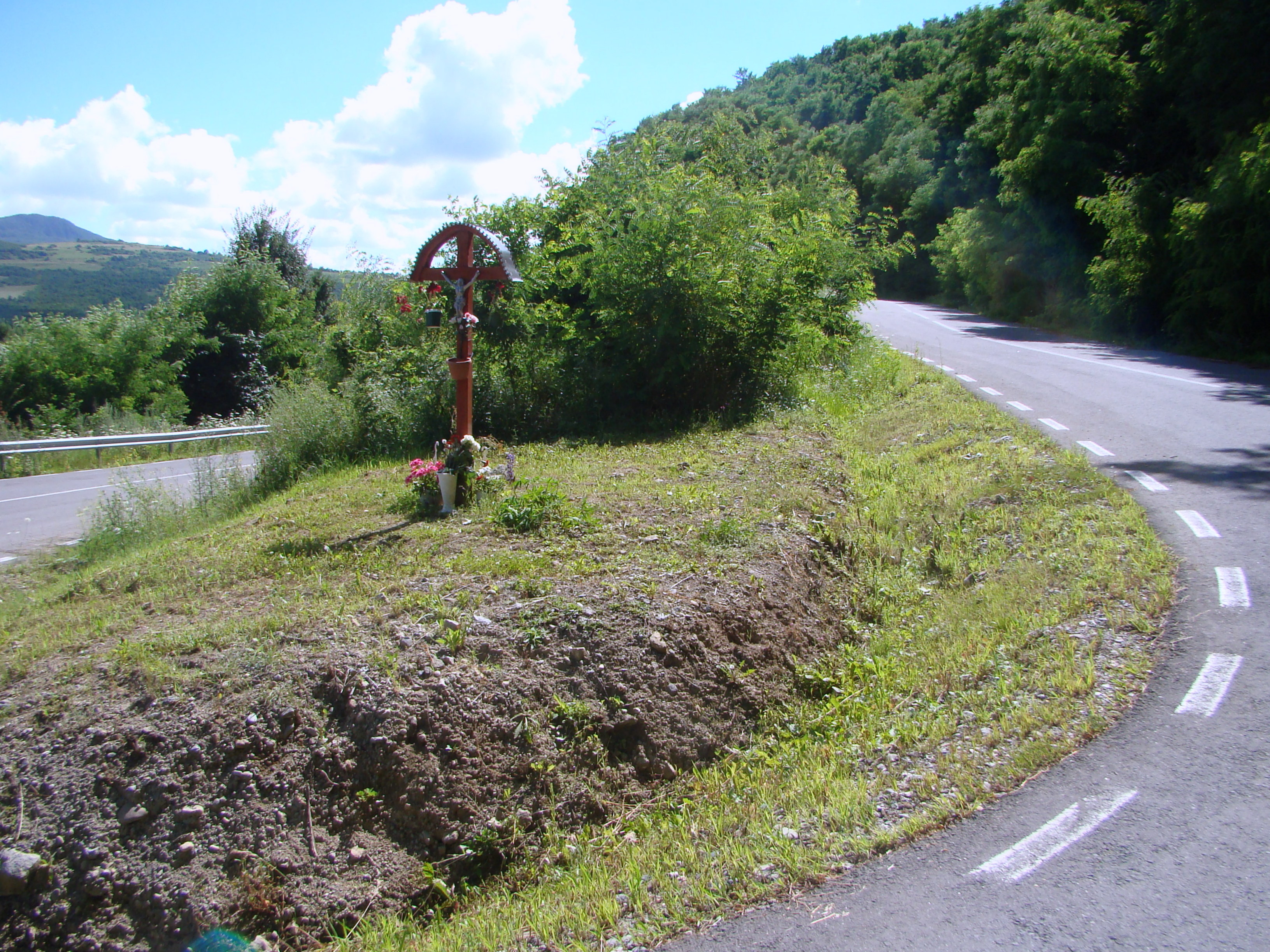
Drumul Corund-Atia
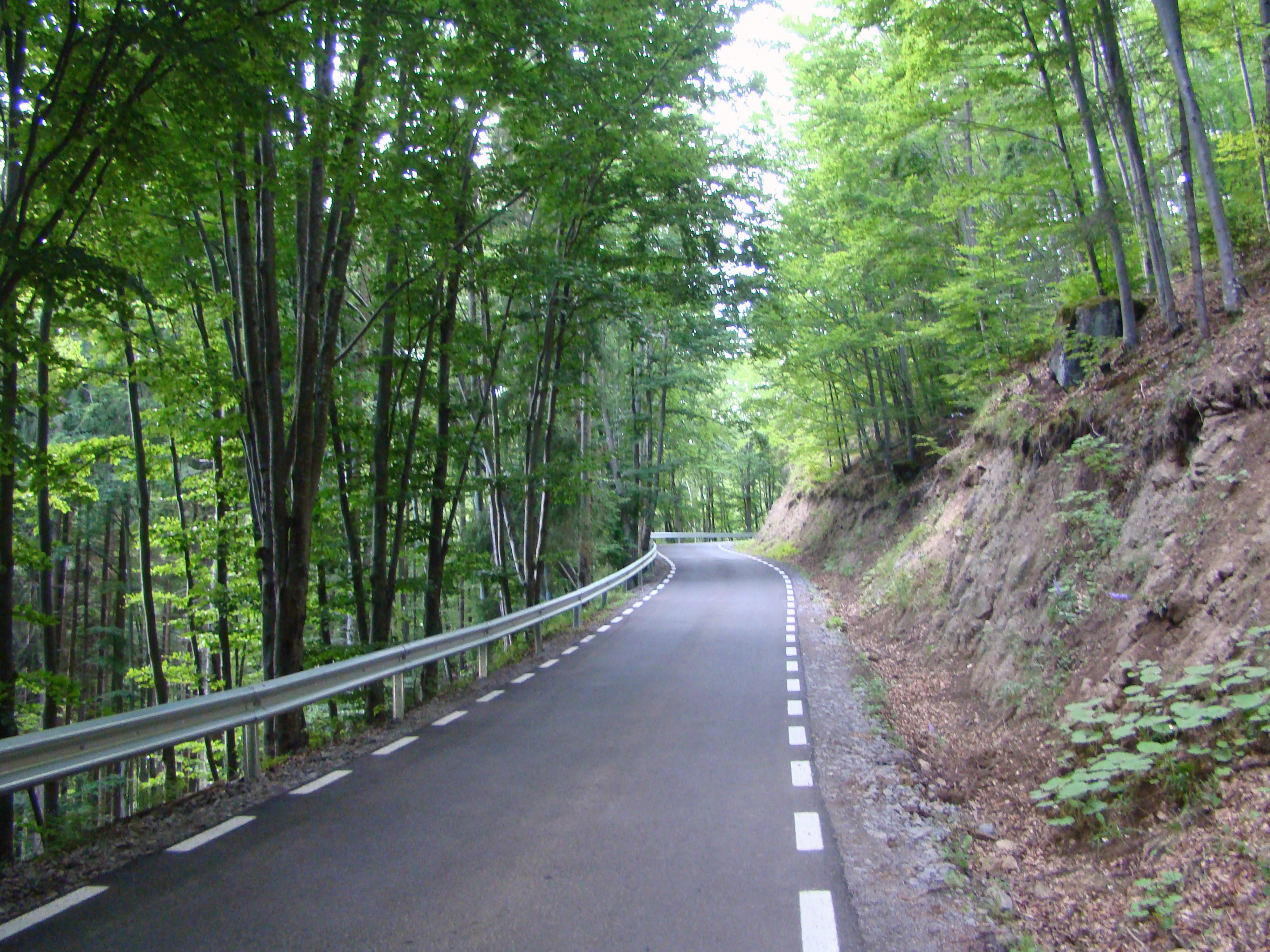
Drumul Corund-Fântâna Brazilor
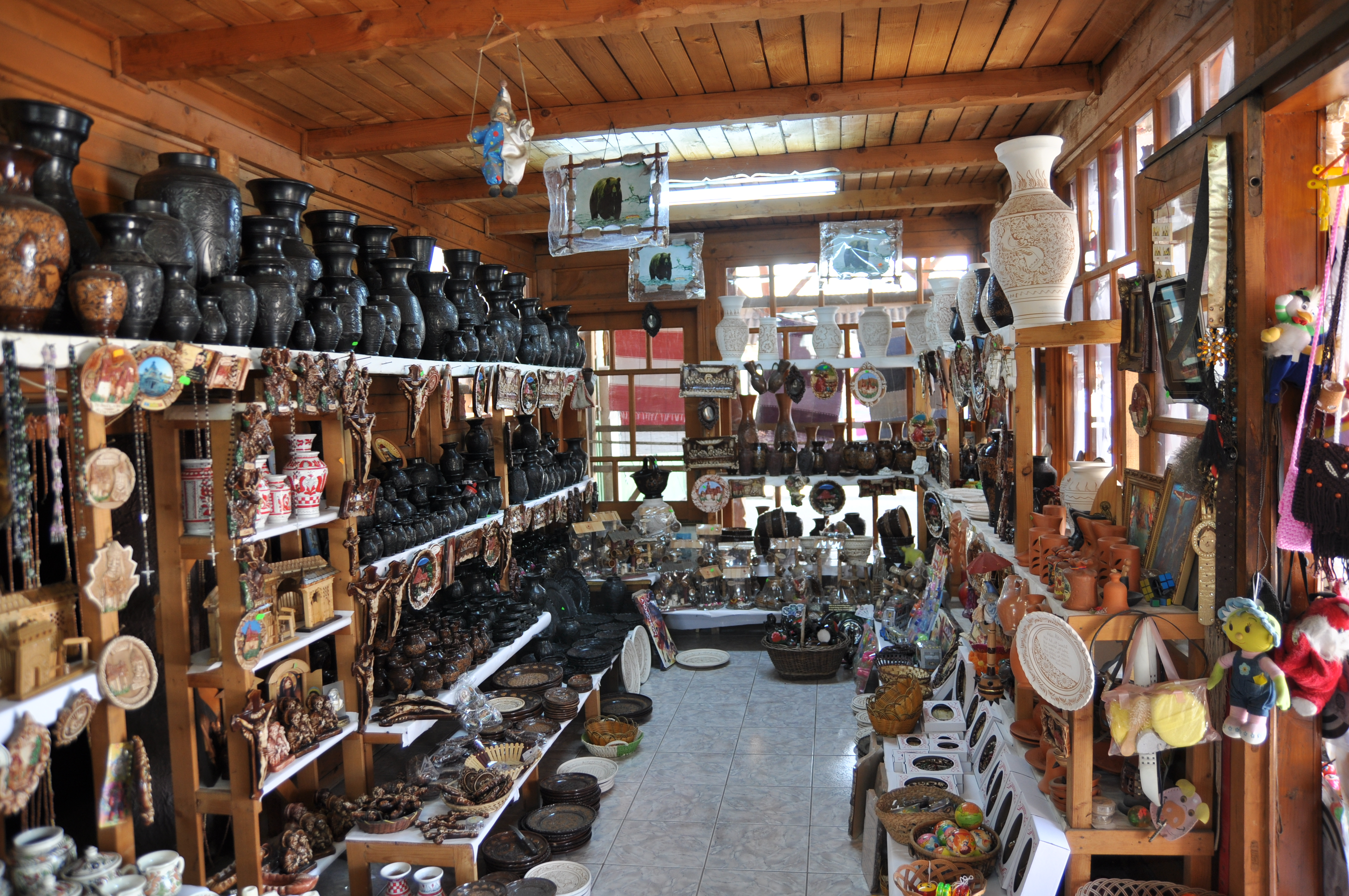
Ceramică de Corund